# Ernest Cabo
Ernest Mesmin Lucien Cabo (ur. 15 grudnia 1932 w Sainte Rose, zm. 28 listopada 2019) – gwadelupski duchowny katolicki. Biskup Basse-Terre w latach 1984–2008.

## Życiorys
Święcenia kapłańskie otrzymał 4 października 1964 roku.
2 lipca 1983 roku papież Jan Paweł II mianował go biskupem pomocniczym Basse-Terre. Sakry biskupiej udzielił mu 6 listopada 1983 roku arcybiskup Paul Fouad Tabet. W dniu 2 lipca 1984 roku ten sam papież mianował go biskupem Basse-Terre. W dniu 15 maja 2008 roku papież Benedykt XVI odwołał go z tego stanowiska, ze względu na wiek.